# Großes Moor bei Bokel
Koordinaten: 53° 24′ 6″ N, 8° 43′ 52″ O
Das Große Moor ist ein größtenteils abgetorftes Hochmoorgebiet in der Gemeinde Beverstedt im Landkreis Cuxhaven. Das Moorgebiet liegt westlich von Bokel und südlich der Hollener Heide in der von der Wandsbeck, einem Nebenfluss der Lune, durchflossenen Niederung.
Das Moor entwickelte sich ab circa 3000 Jahren vor unserer Zeitrechnung in verlandenden Seen. Wasserundurchlässige Tonschichten im Untergrund begünstigten die Moorentwicklung. Mit der Moorerschließung begannen Entwässerung, Torfabbau und anschließende Kultivierung. Hierdurch wurden große Teile des Großen Moores zerstört.
1986 wurden 250 Hektar des Großen Moores in das Niedersächsische Moorschutzprogramm aufgenommen. Das Moor wurde zu dieser Zeit noch abgetorft. Der Torfabbau endete erst 1991. Lediglich bäuerlicher Handtorfstich wird kleinflächig noch betrieben. Große Teile des Moores wurden zu Grünland, Acker und Forst kultiviert.
Durch ein Flurbereinigungsverfahren wurden die in der Kernzone des Moores liegenden Flächen, in denen das Hochmoor zwar entwässert, aber nicht oder nicht vollständig abgetorft worden war, zusammengefasst und ab Ende 2003 wiedervernässt, so dass sich das Hochmoor hier regenerieren kann. Der rund 100 Hektar große Bereich wird von mit Wasser gefüllten Torfstichen und vernässten Flächen, Moorwald und Moorheiden geprägt.
Im südlichen Teil des Wiedervernässungsgebietes befindet sich ein rund ein Kilometer langer Naturerlebnispfad mit Informationstafeln, einem Schautorfstich und einem Aussichtsturm. Ein weiterer Wanderweg verläuft vom Moor nach Oberheise und Heise. Von hier wurde der Torf über den Oberheiser Schiffgraben bzw. den Heiser Schiffgraben und die Gackau zur Lune und weiter nach Bremerhaven verschifft.